# Artes escénicas

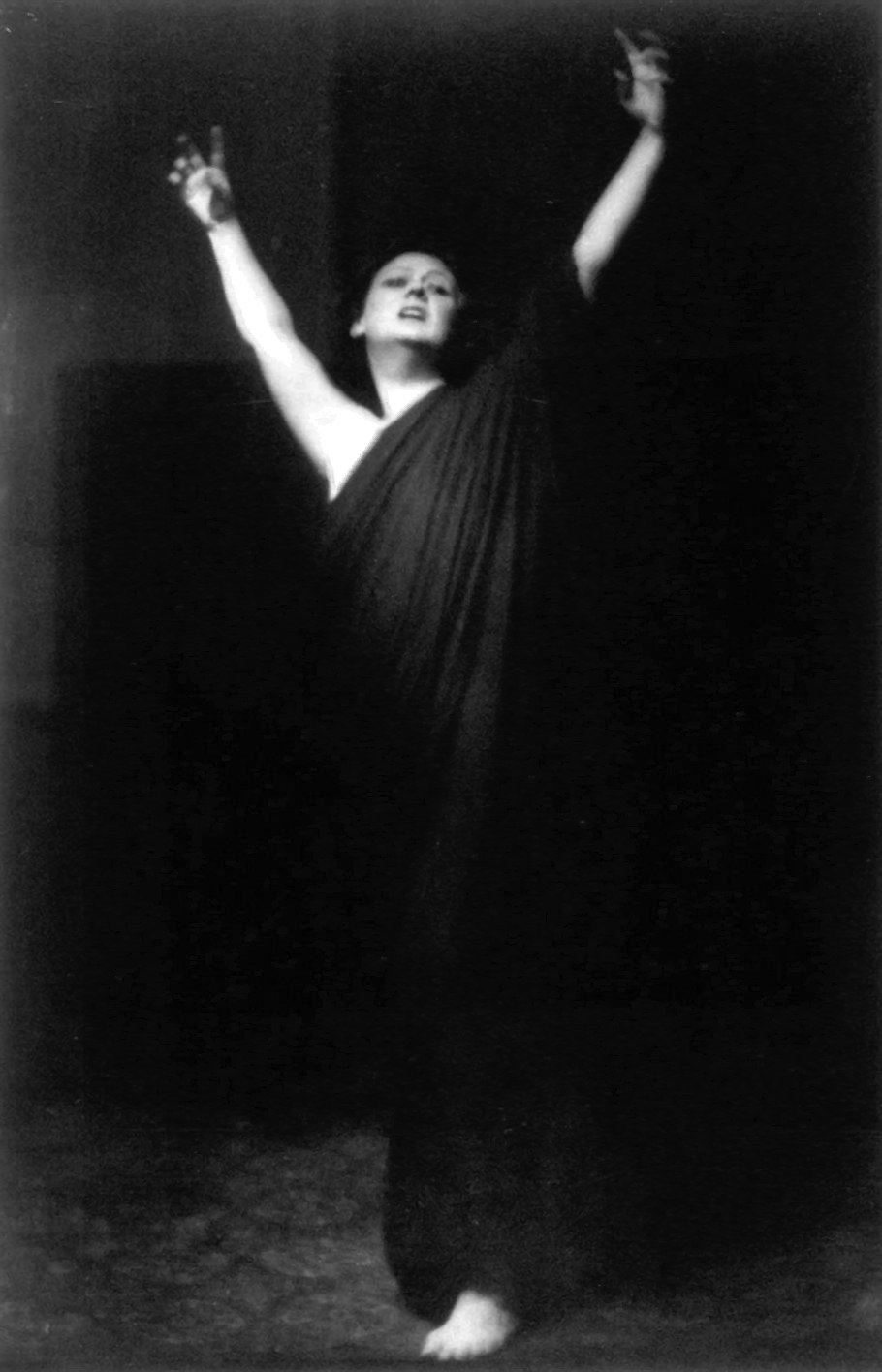
Danza, teatro, disciplinas de las artes escénicas

Las artes escénicas son aquellas manifestaciones artísticas creadas para ser representadas sobre un escenario. Aunque son fundamentalmente tres disciplinas artísticas las que son representadas en las artes escénicas (teatro, danza y música) estas a su vez se subdividen o se conjugan en otras tantas, como por ejemplo la ópera, la zarzuela, el teatro musical, el performance, el cabaret, el recital, los guiñoles, los títeres o el circo, entre otros. El escenario, por su parte, puede estar en construcciones destinadas especialmente para ello, como teatros, salas de espectáculos y salas de usos múltiples, o bien pueden aprovechar espacios urbanísticos o arquitectónicos de carácter público, como ocurre en los espectáculos callejeros como el circo o la comedia del arte. Incluso formas no artísticas como los desfiles, procesiones religiosas, fiestas populares o carnavales tienen una dimensión escénica muy clara y a menudo son tomados en cuenta por las artes escénicas.

## Historia

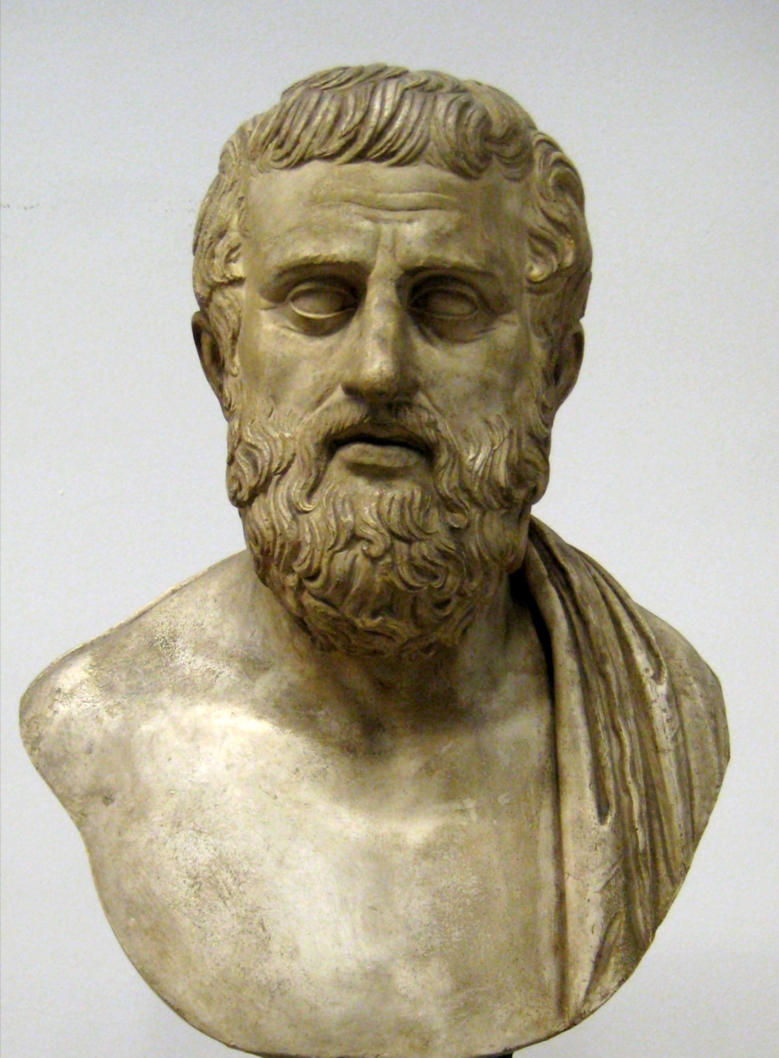
Sófocles

### Artes escénicas occidentales
A partir del siglo VI a. C., se inicia en Grecia el período clásico de las artes escénicas, que fue inaugurado por poetas trágicos como Sófocles. Estos poetas escribieron obras de teatro que, en algunos casos, incorporaban la danza (véase Eurípides). La período helenístico inició el uso generalizado de la comedia.
Sin embargo, en el siglo VI d. C., las artes escénicas occidentales habían terminado en gran medida al iniciarse la Edad Oscura. Entre el siglo IX y el siglo XIV, el arte escénico en Occidente se limitó a las representaciones históricas religiosas y a las obras de moralidad, organizadas por la Iglesia para celebrar los días festivos y otros acontecimientos importantes.

#### Renacimiento
En el siglo XV, las artes escénicas, junto con las artes en general, experimentaron un renacimiento a medida que el Renacimiento comenzaba en Italia y se extendía por toda Europa con obras de teatro, algunas de las cuales incorporaban la danza, que se representaban y a las que se atribuye a Domenico da Piacenza el primer uso del término ballo (en De Arte Saltandi et Choreas Ducendi) en lugar de danza para sus baletti o balli. El término acabó convirtiéndose en Ballet. Se cree que el primer Ballet per se es el Ballet Comique de la Reine de Balthasar de Beaujoyeulx (1581).

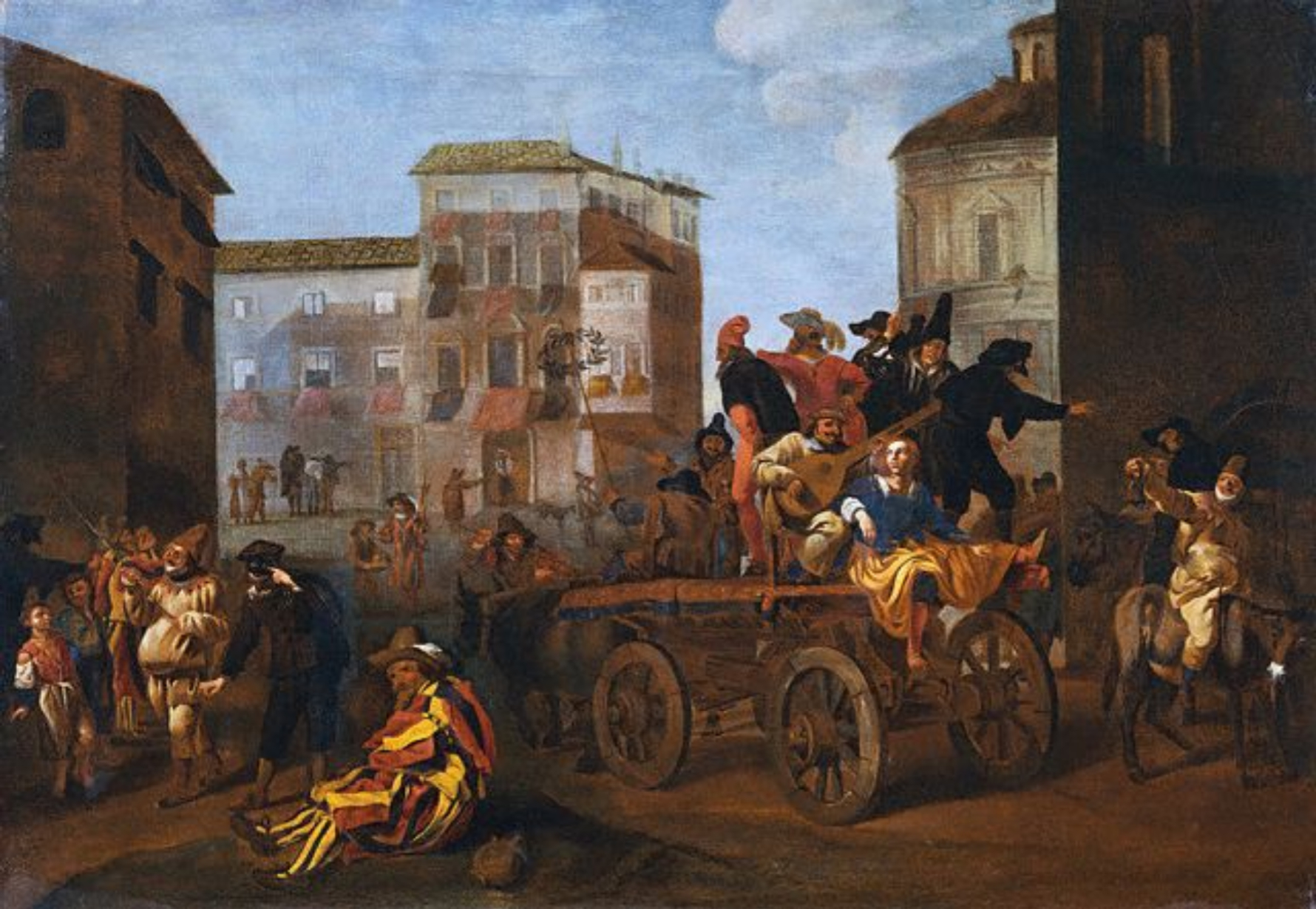
Commedia dell'arte troupe on a wagon, by Jan Miel, 1640.

A mediados del siglo XVI la Commedia Dell'arte se hizo popular en Europa, introduciendo el uso de la improvisación. Este periodo también introdujo la máscara isabelina, con música, danza y trajes elaborados, así como las compañías teatrales profesionales en Inglaterra. Las obras de William Shakespeare de finales del siglo XVI se desarrollaron a partir de esta nueva clase de representación profesional.
En 1597, se representó la primera ópera, Dafne y, a lo largo del siglo XVII, la ópera se convertiría rápidamente en el entretenimiento elegido por la aristocracia de la mayor parte de Europa y, finalmente, por un gran número de personas que vivían en ciudades y pueblos de toda Europa.

#### Edad Moderna
La introducción del arco de proscenio en Italia durante el siglo XVII estableció la forma de teatro tradicional que persiste hasta nuestros días. Mientras tanto, en Inglaterra, los puritanos prohibieron la actuación, lo que supuso un parón en las artes escénicas que duró hasta 1660. A partir de entonces, las mujeres comenzaron a aparecer en las obras de teatro francesas e inglesas. Los franceses introdujeron una enseñanza formal de la danza a finales del siglo XVII.
También fue en esta época cuando se representaron las primeras obras de teatro en las Colonias Americanas.
Durante el siglo XVIII, la introducción de la popular ópera buffa llevó la ópera a las masas como una forma accesible de representación. [Las "Bodas de Fígaro" y "Don Giovanni" de Wolfgang Amadeus Mozart son hitos de la ópera de finales del siglo XVIII.
A finales del siglo XIX, Beethoven y el movimiento romántico dieron paso a una nueva era que condujo primero a los espectáculos de la gran ópera y luego a los dramas musicales de Giuseppe Verdi y a la Gesamtkunstwerk (obra de arte total) de las óperas de Richard Wagner que condujo directamente a la música del siglo XX.

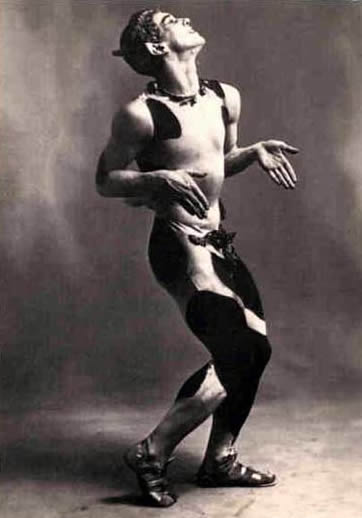
Vaslav Nijinsky bailando el Fauno en L'après-midi d'un faune (1912).

El siglo XIX fue un periodo de crecimiento de las artes escénicas para todas las clases sociales, avances técnicos como la introducción de la luz de gas en los teatros, el burlesque, el baile de juglares y el teatro de variedades. En el ballet, las mujeres logran grandes avances en un arte hasta entonces dominado por los hombres.
La danza moderna comenzó a finales del siglo XIX y principios del XX como respuesta a las restricciones del ballet tradicional. 
La llegada de los Ballets Rusos de Sergei Diaghilev (1909-1929) revolucionó el ballet y las artes escénicas en general en todo el mundo occidental, sobre todo gracias al énfasis de Diaghilev en la colaboración, que reunió a coreógrafos, bailarines, escenógrafos/artistas, compositores y músicos para revitalizar y revolucionar el ballet. Es extremadamente complejo.
El Sistema Stanislavski de Konstantin Stanislavski revolucionó la actuación a principios del siglo XX y sigue teniendo una gran influencia en los actores de teatro y pantalla hasta la actualidad. Tanto el impresionismo como el realismo moderno se introdujeron en la escena durante este periodo.
Con la invención del cine a finales del siglo XIX por parte de Thomas Edison y el crecimiento de la industria cinematográfica de Hollywood a principios del siglo XX, el cine se convirtió en un medio de actuación dominante durante los siglos XX y XXI.
El Rhythm and blues, un fenómeno cultural de la América negra, adquirió importancia a principios del siglo XX, influyendo en una serie de estilos musicales populares posteriores a nivel internacional.
En la década de 1930, Jean Rosenthal introdujo lo que se convertiría en la moderna iluminación escénica, cambiando la naturaleza del escenario cuando el musical de Broadway se convirtió en un fenómeno en Estados Unidos.

#### Postguerra
Las artes escénicas posteriores a la Segunda Guerra Mundial destacaron por el resurgimiento del ballet y la ópera en el mundo occidental.

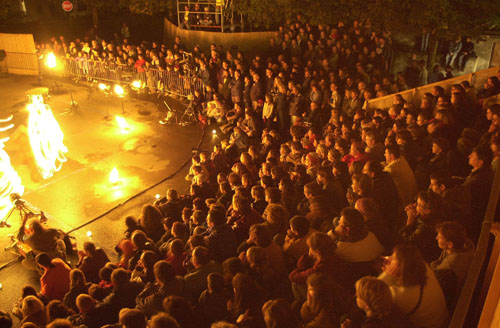
Espectáculo de teatro callejero moderno en La Chaux-de-Fonds.

El posmodernismo en las artes escénicas dominó en gran medida la década de 1960.

### Artes escénicas de Oriente

#### Oriente Medio
El hecho teatral más antiguo del que se tiene constancia se remonta al año 2000 a. C. con las obras de la pasión del Antiguo Egipto. La historia del dios Osiris se representaba anualmente en los festivales de toda la civilización, marcando el inicio conocido de una larga relación entre el teatro y la religión.
Las formas más populares de teatro en el mundo islámico medieval eran el teatro de marionetas (que incluía marionetas de mano, teatro de sombras y producciones de marionetas) y las obras de pasión en vivo conocidas como ta'ziya, en las que los actores representaban episodios de la historia musulmana. En particular, las obras del Islam chiita giraban en torno al shaheed (martirio) de los hijos de Ali, Hasan ibn Ali y Husayn ibn Ali. Las obras seculares en vivo eran conocidas como akhraja, registradas en la literatura medieval de adab, aunque eran menos comunes que el teatro de títeres y la ta'ziya.

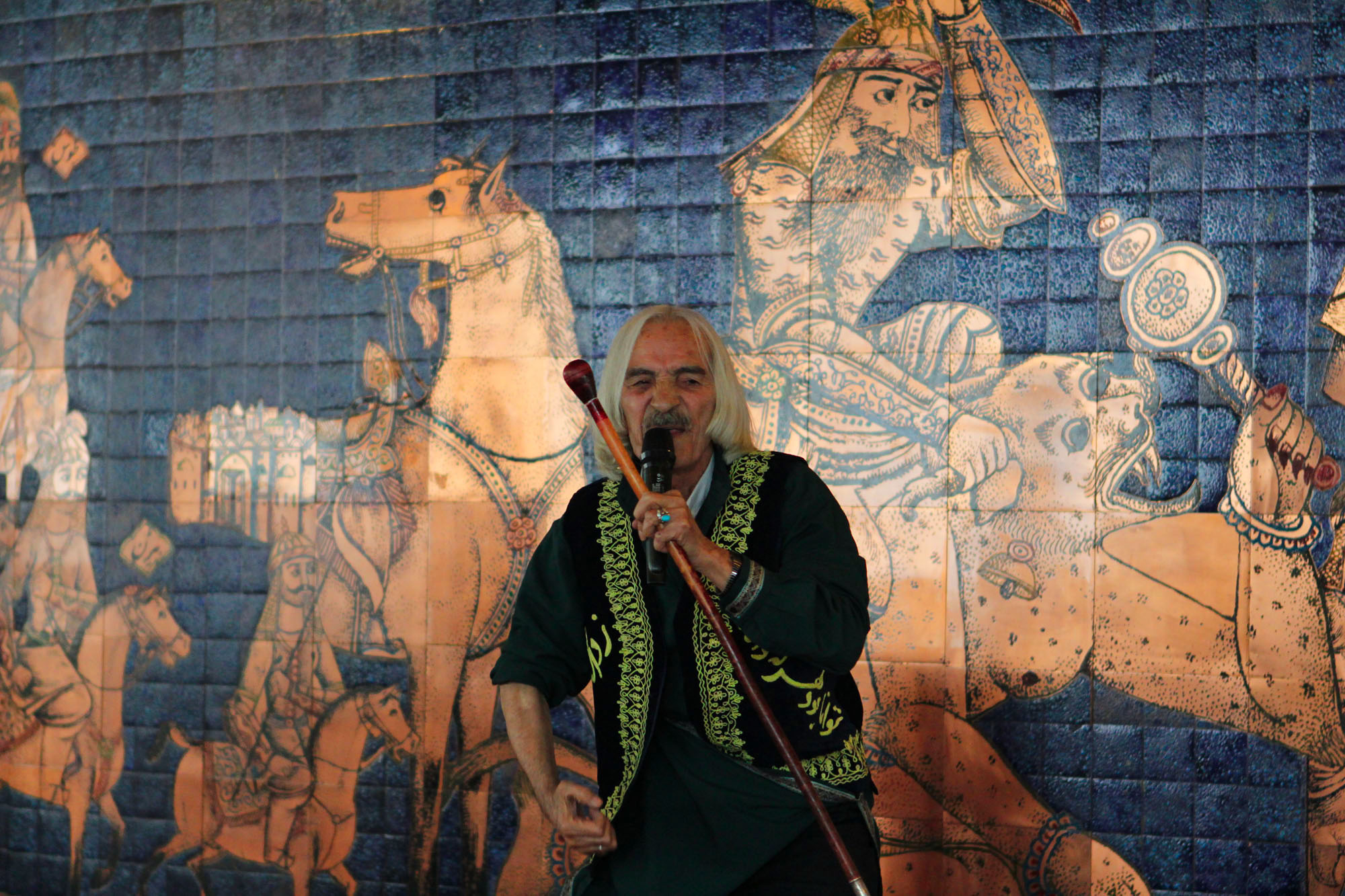
Valiollah Torabi, naqqāl (narrador) iraní del Shahnameh.

#### Irán
En Irán existen otras formas de manifestaciones teatrales como el Naghali o el Naqqāli (cuentacuentos), el ٰRu-Howzi, el Siah-Bazi, el Parde-Khani y el Mareke giri. Antes del siglo XX, la narración de cuentos era la forma de entretenimiento más reconocida, aunque hoy en día todavía se mantienen algunas formas. Una forma, el Naghali, se representaba tradicionalmente en los cafés, donde los narradores, o Naghals (Naqqāls), sólo recitaban secciones de una historia a la vez, conservando así la clientela habitual. Estas historias se basaban en acontecimientos de importancia histórica o religiosa y muchas hacían referencia a poesías del Shahnameh. A menudo, estas historias se modificaban para adaptarse a la atmósfera o al estado de ánimo del público.

#### India

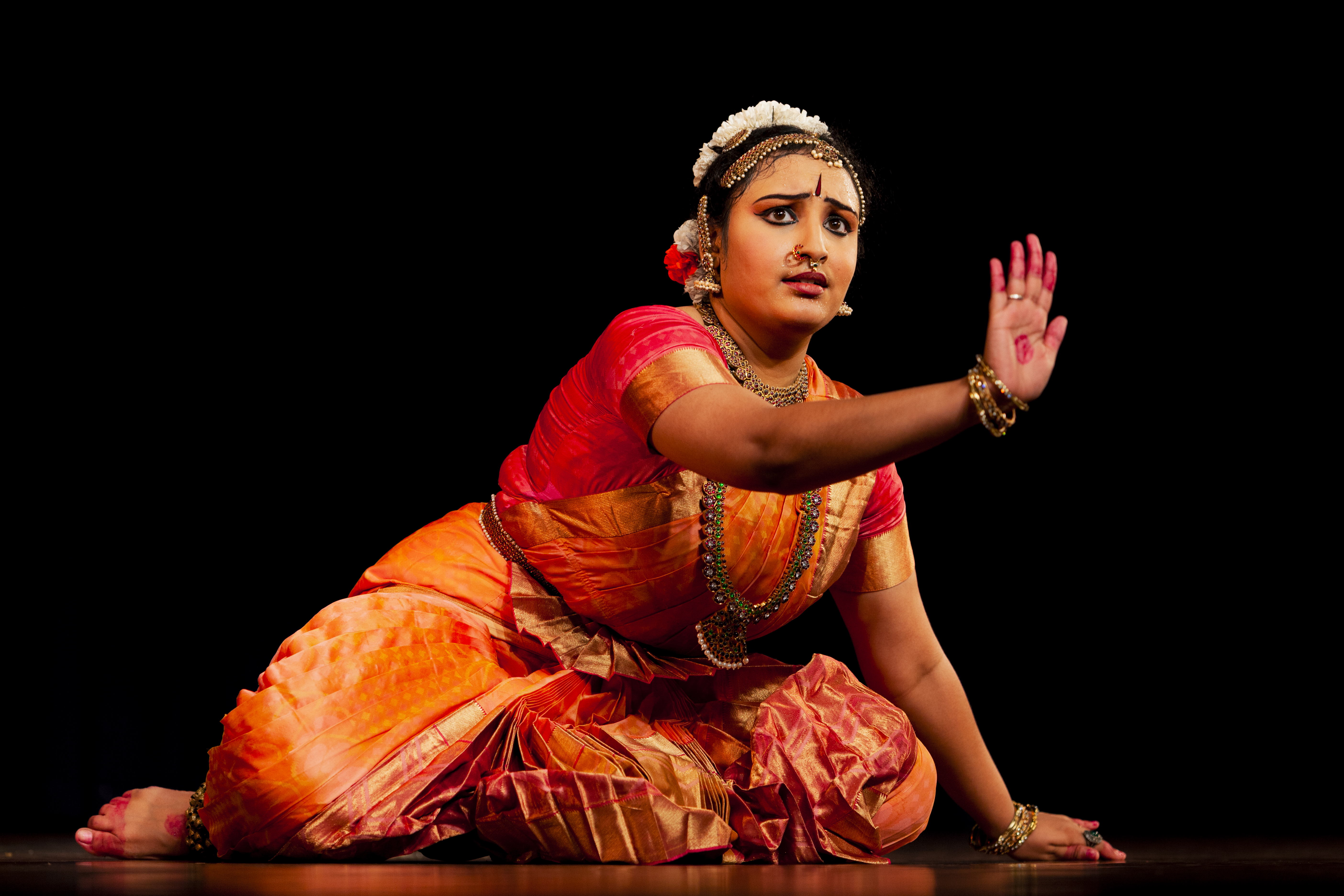
Bharatanatyam una danza clásica india originada en Tamil Nadu.

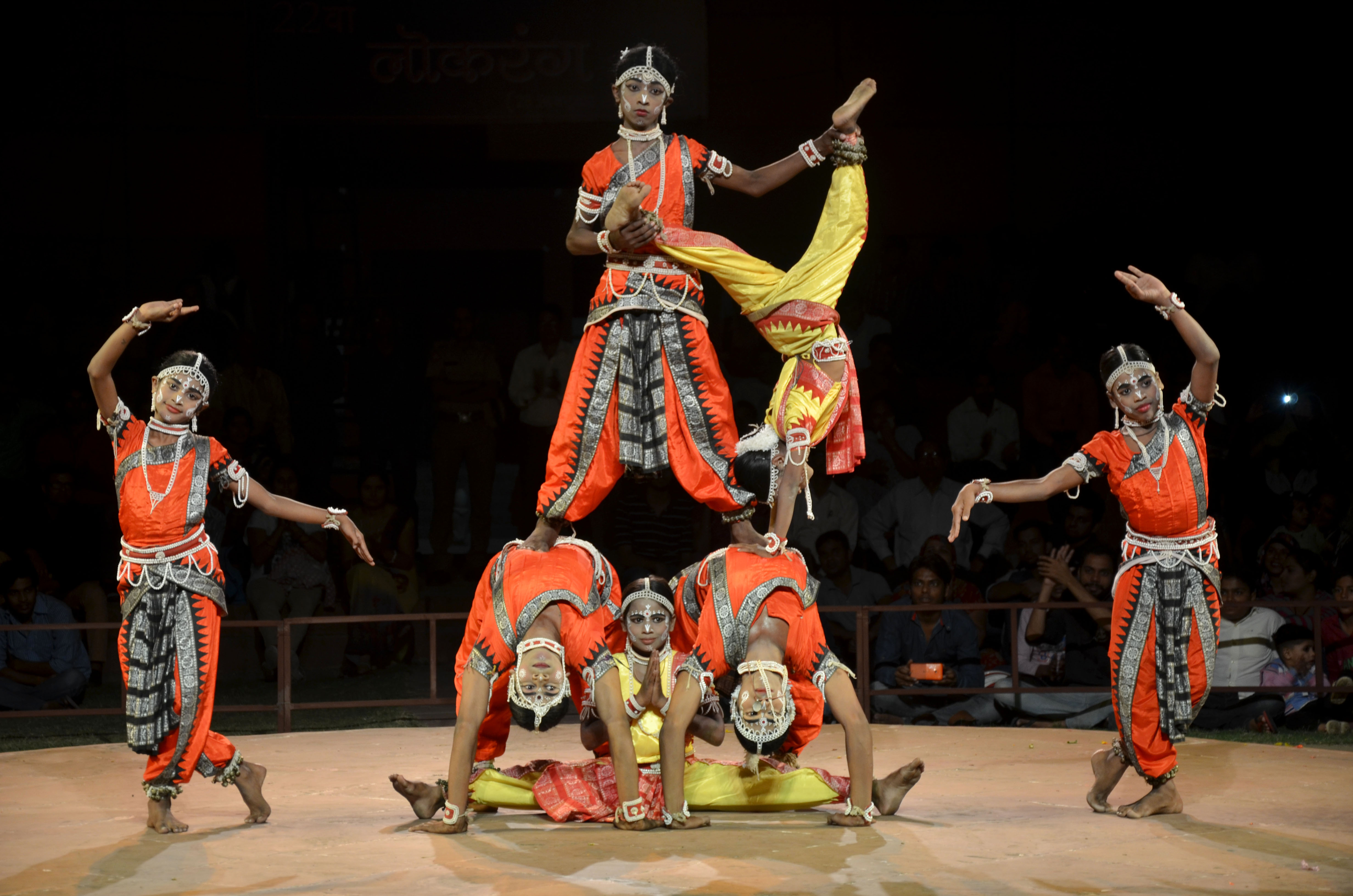
La danza folclórica Gotikua es una de las actuaciones más conocidas realizadas por un grupo de chicos vestidos con trajes femeninos indios Saree.

El teatro folclórico y las representaciones teatrales se remontan al ritualismo religioso del pueblos védicos en el 2.º milenio a. C.. Este teatro folclórico del pasado brumoso se mezclaba con la danza, la comida, el ritualismo y la representación de acontecimientos de la vida cotidiana. Este último elemento lo convirtió en el origen del teatro clásico de épocas posteriores. Muchos historiadores, en particular D. D. Kosambi, Debiprasad Chattopadhyaya, Adya Rangacharaya, etc., se han referido al predominio del ritualismo entre las tribus indoarias en las que algunos miembros de la tribu actuaban como si fueran animales salvajes y otros eran los cazadores. Los que actuaban como mamíferos como cabras, búfalos, renos, monos, etc. eran perseguidos por los que hacían el papel de cazadores.
Bharata Muni (hacia el siglo V-II a. C.) fue un antiguo escritor indio conocido por haber escrito el Natya Shastra de Bharata, un tratado teórico sobre las artes escénicas indias, incluyendo el teatro, la danza, la actuación y la música, que ha sido comparado con la Política de Aristóteles. Bharata suele ser conocido como el padre de las artes teatrales indias. Su Natya Shastra parece ser el primer intento de desarrollar la técnica, o más bien el arte, del drama de forma sistemática. El Natya Shastra nos dice no sólo lo que hay que representar en un drama, sino cómo hay que hacerlo. El drama, como dice Bharata Muni, es la imitación de los hombres y sus acciones (loka-vritti). Como los hombres y sus acciones deben ser respetados en el escenario, el drama en sánscrito también se conoce con el término roopaka, que significa representación.
El Ramayana y el Mahabharata pueden considerarse las primeras obras teatrales reconocidas que se originaron en la India. Estas epopeyas sirvieron de inspiración a los primeros dramaturgos indios y lo siguen haciendo hasta hoy. Dramaturgos indios como Bhāsa en el siglo II a. C. escribieron obras muy inspiradas en el Ramayana y el Mahabharata.
Kālidāsa, en el siglo I a. C., está considerado como el mayor dramaturgo de la India antigua. Tres famosas obras románticas escritas por Kālidāsa son el Mālavikāgnimitram (Mālavikā y Agnimitra), Vikramōrvaśīyam (Relativo a Vikrama y Urvashi), y Abhijñānaśākuntala (El reconocimiento de Shakuntala). Esta última se inspiró en una historia del Mahabharata y es la más famosa. Fue la primera en ser traducida al inglés y al alemán. En comparación con Bhāsa, que se basó en gran medida en las epopeyas, Kālidāsa puede considerarse un dramaturgo original.
El siguiente gran dramaturgo indio fue Bhavabhuti (c. siglo VII). Se dice que escribió las siguientes tres obras: Malati-Madhava, Mahaviracharita y Uttar Ramacharita. De estas tres, las dos últimas cubren entre todas la epopeya del Ramayana. Al poderoso emperador indio Harsha (606-648) se le atribuye haber escrito tres obras de teatro: la comedia Ratnavali, Priyadarsika, y el drama budista Nagananda. Muchos otros dramaturgos siguieron durante la Edad Media.
Había muchas formas de arte escénico en el sur de la India, Kerala es un estado con diferentes formas de arte como Koodiyattam, Nangyarkoothu, Kathakali, Chakyar koothu, Thirayattam y había muchos artistas destacados como Painkulam Raman Chakyar y otros.

#### China

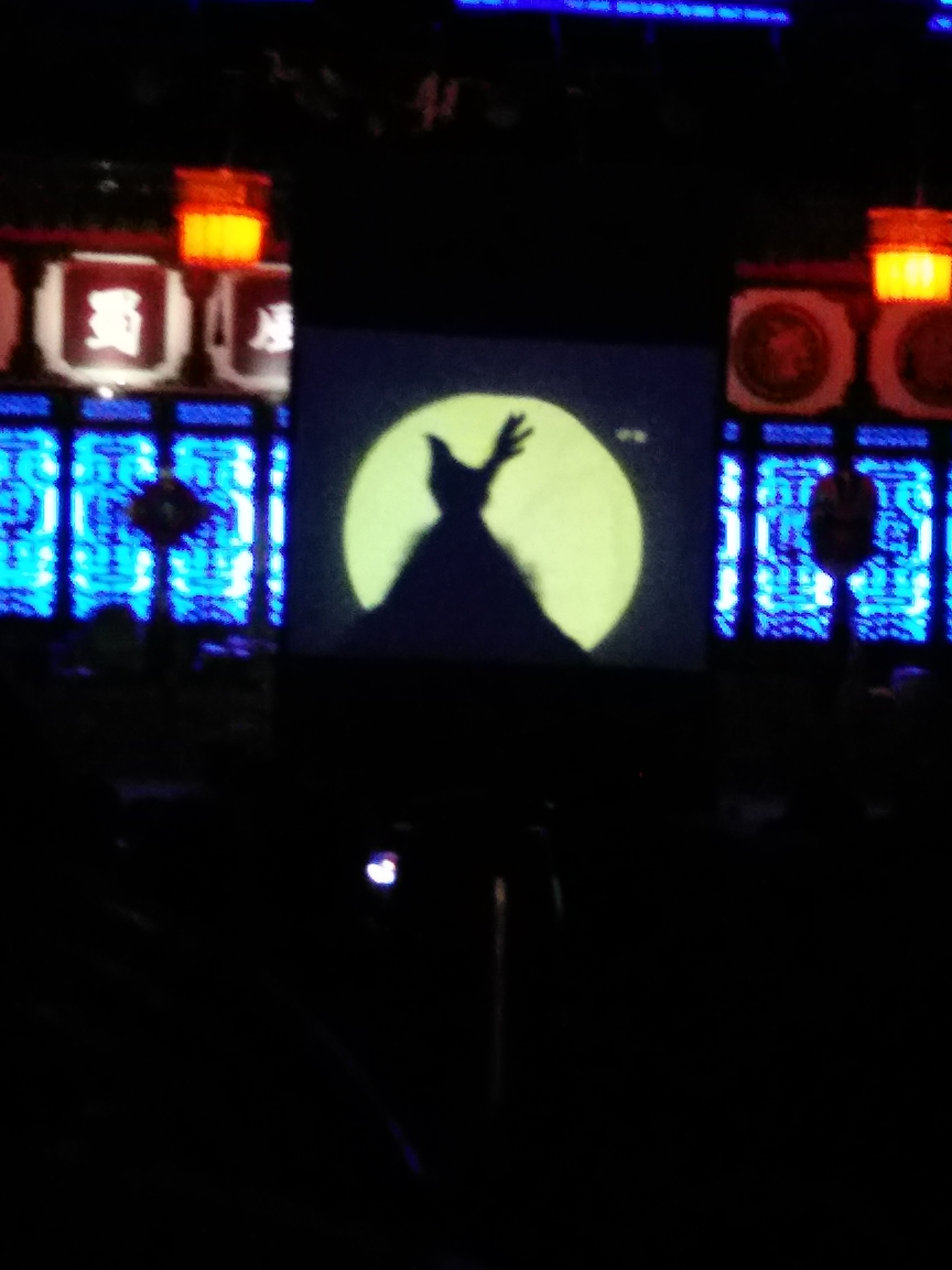
Drama de sombras a mano, China

Hay referencias a entretenimientos teatrales en China ya en el año 1500 a. C. durante la dinastía Shang; a menudo incluían música, payasadas y exhibiciones acrobáticas.
La dinastía Tang se conoce a veces como "la era de los 1000 entretenimientos". Durante esta época, el Emperador Xuanzong formó una escuela de actuación conocida como los Niños del Jardín de Peras para producir una forma de teatro que era principalmente musical.
Durante la dinastía Han, las marionetas de sombra surgieron por primera vez como una forma reconocida de teatro en China. Había dos formas distintas de marionetas de sombra, la sureña cantonesa y la norteña pequinesa. Los dos estilos se diferenciaban por el método de fabricación de las marionetas y la colocación de las varillas en los títeres, en contraposición al tipo de obra representada por las marionetas. Ambos estilos representaban generalmente obras que representaban grandes aventuras y fantasía, y rara vez se utilizaba esta forma de teatro tan estilizada para la propaganda política. Las marionetas de sombra cantonesas eran las más grandes de las dos. Se construían con cuero grueso que creaba sombras más sustanciales. El color simbólico también era muy frecuente; una cara negra representaba la honestidad, una roja la valentía. Las varillas utilizadas para controlar las marionetas cantonesas se fijaban perpendicularmente a las cabezas de las marionetas. Así, el público no las veía cuando se creaba la sombra. Las marionetas pequinesas eran más delicadas y pequeñas. Se creaban con un cuero fino y translúcido que solía sacarse de la barriga de un burro. Se pintaban con pinturas vibrantes, por lo que proyectaban una sombra muy colorida. Las finas varillas que controlaban sus movimientos estaban unidas a un collar de cuero en el cuello de la marioneta. Las varillas corrían paralelas al cuerpo de la marioneta y luego giraban en un ángulo de noventa grados para conectarse al cuello. Aunque estas varillas eran visibles cuando se proyectaba la sombra, quedaban fuera de la sombra de la marioneta, por lo que no interferían en la apariencia de la figura. Las varillas se unían a los cuellos para facilitar el uso de varias cabezas con un solo cuerpo. Cuando las cabezas no se utilizaban, se guardaban en un libro de muselina o en una caja forrada de tela. Las cabezas se retiraban siempre por la noche. Esto responde a la antigua superstición de que, si se dejan intactas, las marionetas cobrarán vida por la noche. Algunos titiriteros llegaron a guardar las cabezas en un libro y los cuerpos en otro, para reducir aún más la posibilidad de reanimar a los títeres. Se dice que las marionetas de sombra alcanzaron su máximo desarrollo artístico en el siglo XI antes de convertirse en una herramienta del gobierno.
En la dinastía Song, había muchas obras populares que incluían acrobacias y música. En la dinastía Yuan se desarrolló una forma más sofisticada con una estructura de cuatro o cinco actos. El teatro Yuan se extendió por toda China y se diversificó en numerosas formas regionales, la más conocida de las cuales es la Ópera de Pekín, que sigue siendo popular hoy en día.

#### Tailandia

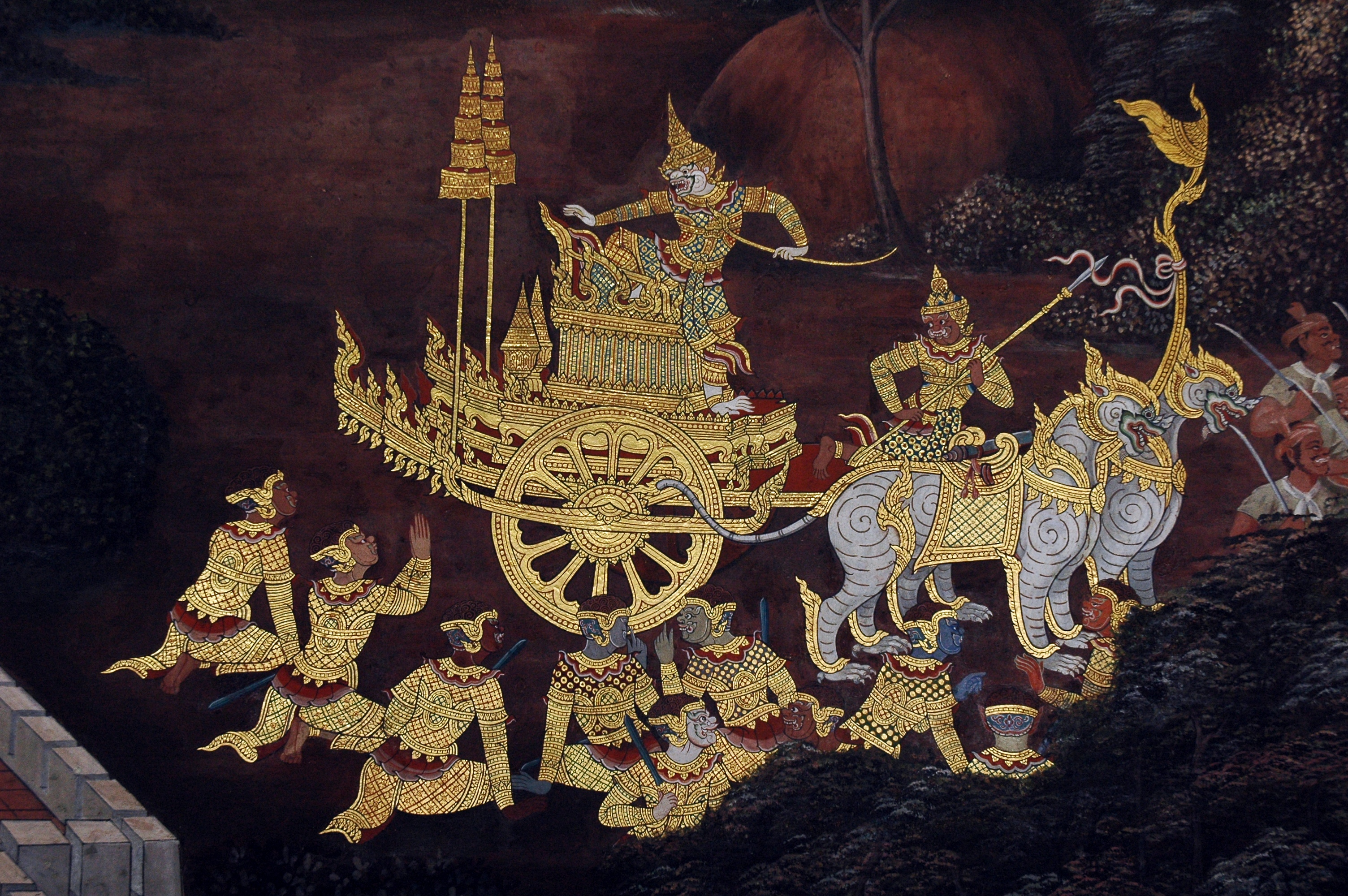
Hanuman en su carro, una escena del Ramakien en Wat Phra Kaew, Bangkok.

En Tailandia, desde la Edad Media es tradicional representar obras de teatro basadas en argumentos extraídos de las epopeyas indias. En particular, la versión teatral de la epopeya nacional tailandesa Ramakien, una versión del Ramayana indio, sigue siendo popular en Tailandia incluso hoy en día.

#### Camboya
En Camboya, las inscripciones que se remontan al siglo VI d. C. indican la existencia de bailarines en un templo local y el uso de marionetas para obras religiosas. En la antigua capital Angkor Wat, se han esculpido en las paredes de templos y palacios historias de las epopeyas indias Ramayana y Mahabharata. Relieves similares se encuentran en Borobudur en Indonesia.

#### Filipinas
En Filipinas, el famoso poema de épica Ibong Adarna, titulado originalmente "Korido at Buhay na Pinagdaanan ng Tatlong Prinsipeng Magkakapatid na anak nina Haring Fernando at Reyna Valeriana sa Kahariang Berbania" (inglés: "Corrido y Vida Vivida por los Tres Príncipes, hijos del Rey Fernando y la Reina Valeriana en el Reino de Berbania") del siglo XVI fue escrito por José de la Cruz durante la época española. Aparte de las representaciones teatrales, se produjeron diferentes películas por parte de distintos estudios cinematográficos/producciones de televisión. La primera película producida "Ang Ibong Adarna" fue producida por LVN Pictures, el mayor estudio cinematográfico de la historia de Filipinas.
Florante at Laura es un awit' o un poema compuesto por cuartetas de 12 sílabas con el título completo "Pinagdaanang Buhay ni Florante at ni Laura sa Kahariang Albanya" (inglés: "La historia de Florante y Laura en el Reino de Albania") fue escrita por Francisco Balagtas en 1838 durante su encarcelamiento, dedicada a su enamorada María Asuncuión Rivera (apodada "M.A.R.", a la que se refiere como "Selya"). El poema tiene una parte especial titulada "Kay Selya" (inglés: "For Celia") especialmente dedicada para Rivera.
El héroe nacional de Filipinas, José Rizal que también es novelista, creó los dos famosos poemas en Filipinas, Noli Me Tángere (latín para "No me toques", con un acento agudo añadido en la palabra final de acuerdo con la ortografía española) (1887) que describe las desigualdades percibidas de los frailes católicos españoles y el gobierno gobernante y El Filibusterismo (traducciones: El filibusterismo; El subversivo o La subversión, como en la traducción inglesa de Locsín, también son traducciones posibles, también conocida por su título alternativo en inglés The Reign of Greed) (1891). El tema oscuro de la novela se aleja drásticamente de la atmósfera esperanzadora y romántica de la novela anterior, lo que significa que Ibarra recurre a la solución de los problemas de su país por medios violentos, después de que su anterior intento de reformar el sistema del país no surtiera efecto y pareciera imposible con la actitud corrupta de los españoles hacia los filipinos. Estas novelas fueron escritas durante la colonización de Filipinas por el Imperio español.
Todas estas obras literarias estaban dentro del plan de estudios del Programa K-12 para escuelas secundarias, Ibong Adarna está dentro del plan de estudios del 7.º grado; Florante en Laura (8.º grado); Noli Me Tángere (9.º grado); y El Filibusterismo (10.º grado).

#### Japón

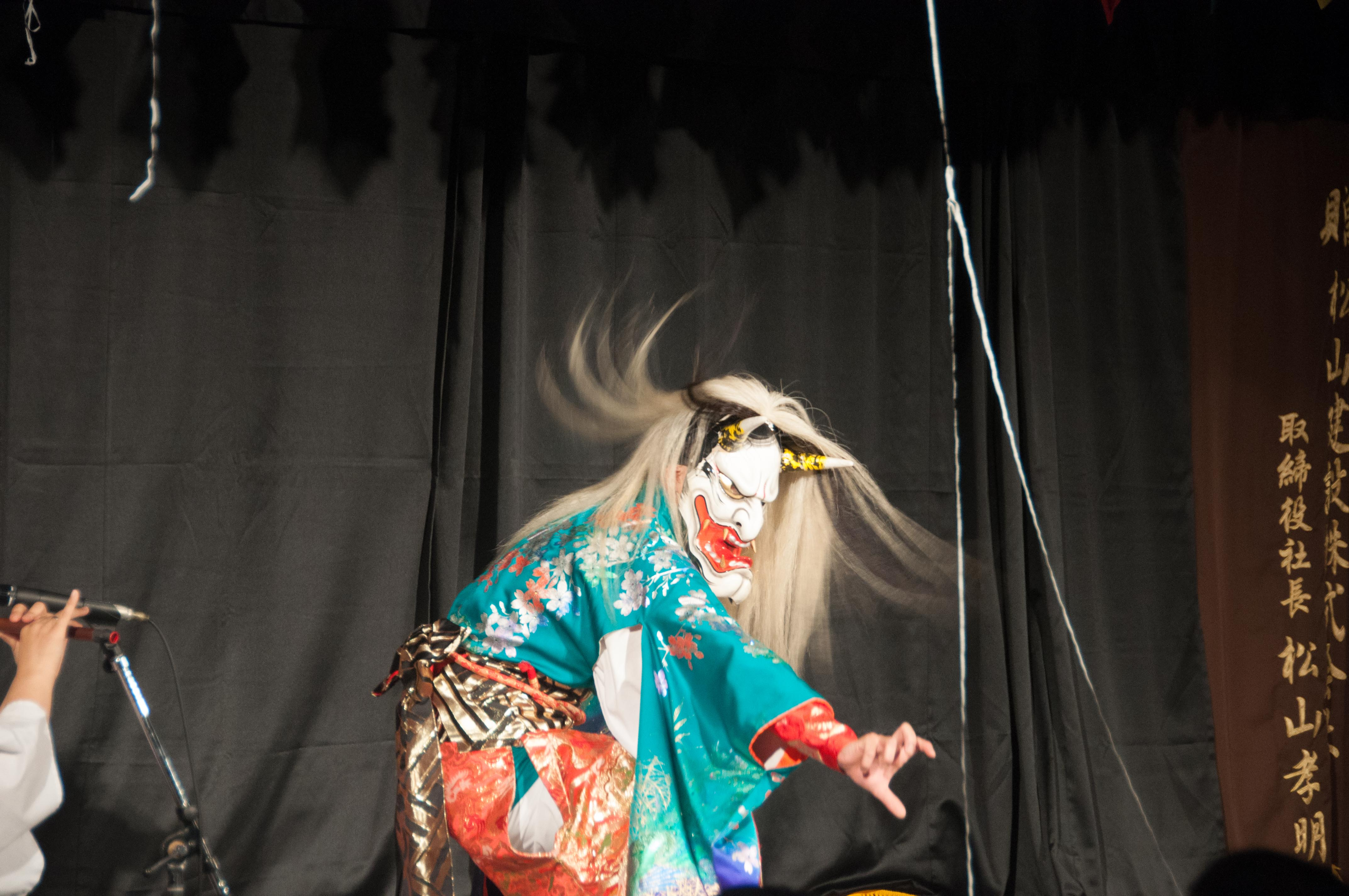
Obra kabuki.

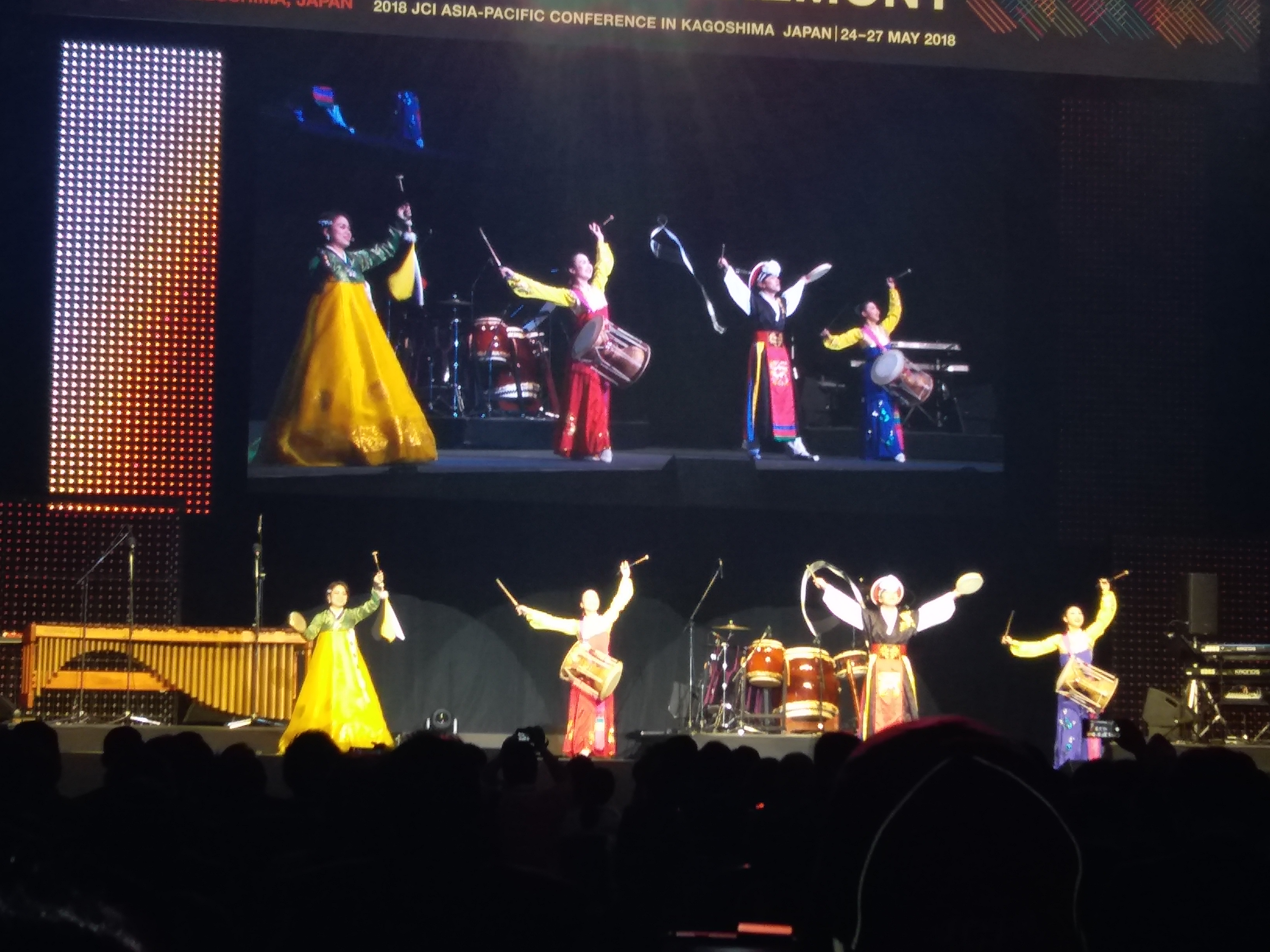
Puesta en escena en Kagoshima.

Durante el siglo XIV, había pequeñas compañías de actores en Japón que representaban comedias cortas, a veces vulgares. El director de una de estas compañías, Kan'ami (1333-1384), tuvo un hijo, Zeami Motokiyo (1363-1443), que fue considerado uno de los mejores niños actores de Japón. Cuando la compañía de Kan'ami actuó para Ashikaga Yoshimitsu (1358-1408), el shōgun de Japón, le imploró a Zeami que tuviera una educación en la corte para sus artes. Después de que Zeami sucediera a su padre, continuó actuando y adaptando su estilo a lo que hoy es el Noh. Mezcla de pantomima y acrobacias vocales, el estilo teatral Noh se ha convertido en una de las formas más refinadas de representación teatral de Japón.
Japón, después de un largo período de guerras civiles y desorden político, estaba unificado y en paz principalmente gracias a shōgun Tokugawa Ieyasu (1600-1668). Sin embargo, alarmado por el creciente número de cristianos dentro del país debido a los esfuerzos proselitistas de los misioneros cristianos, cortó el contacto de Japón con Europa y China y prohibió el cristianismo. Cuando llegó la paz, el florecimiento de la influencia cultural y la creciente clase mercantil exigieron su propio entretenimiento. La primera forma de teatro que floreció fue el Ningyō jōruri (comúnmente conocido como Bunraku). El fundador y principal colaborador del Ningyō jōruri, Chikamatsu Monzaemon (1653-1725), convirtió su forma de teatro en un verdadero arte. El Ningyō jōruri es una forma de teatro muy estilizada que utiliza marionetas, hoy en día de aproximadamente 1⁄3er tamaño humano. Los hombres que controlan las marionetas se entrenan toda su vida para convertirse en maestros titiriteros, momento en el que pueden manejar la cabeza y el brazo derecho de la marioneta y optar por mostrar sus rostros durante la representación. Los otros titiriteros, que controlan los miembros menos importantes de la marioneta, se cubren a sí mismos y a sus rostros con un traje negro, para dar a entender su invisibilidad. El diálogo es manejado por una sola persona, que utiliza diversos tonos de voz y maneras de hablar para simular diferentes personajes. Chikamatsu escribió miles de obras a lo largo de su vida, la mayoría de las cuales se siguen utilizando en la actualidad.
El Kabuki comenzó poco después del Bunraku, según la leyenda, por una actriz llamada Okuni, que vivió hacia finales del siglo XVI. La mayor parte del material del kabuki procede del Noh y del Bunraku, y sus movimientos erráticos tipo danza son también un efecto del Bunraku. Sin embargo, el kabuki es menos formal y más distante que el Noh, pero muy popular entre el público japonés. Los actores se entrenan en cosas muy variadas, como la danza, el canto, la pantomima e incluso las acrobacias. El kabuki fue interpretado primero por chicas jóvenes, luego por chicos jóvenes y, a finales del siglo XVI, las compañías de kabuki estaban formadas exclusivamente por hombres. Los hombres que representaban a las mujeres en el escenario eran entrenados específicamente para obtener la esencia de una mujer en sus sutiles movimientos y gestos.

### Historia de las artes escénicas en Oceanía
A menudo, la danza melanesia exhibe un tema cultural de masculinidad donde el liderazgo y un conjunto de habilidades únicas son importantes para compartir con la comunidad. Estas danzas demuestran la soldadesca de un hombre; sin embargo, también pueden representar la rentabilidad como el fomento de la resolución de conflictos o la curación. Los trajes de los bailarines imitadores incorporan grandes máscaras y características no humanas que actúan para imitar figuras míticas. La música también puede actuar como voz para estos personajes mágicos.

## Espacio escénico
El espacio de las artes escénicas, aparte de notables diferencias producidas por los distintos conceptos que del espectáculo y todo lo referido a este mundo, se han tenido que cambiar a lo largo de la historia, mantienen inalterable una cierta disposición de ámbitos dependiendo de la utilización que de ellos se haga. Cuando esto suceda tenemos que utilizar artefactos que nos puedan ayudar, hace referencia a aquellas zonas que van a albergar los dos elementos esenciales para que la obra se produzca: los actores y el público.
Adicionalmente, los espacios escénicos se han modificados para complacer las necesidades modernas. La tecnología ha sido el mayor contribuyente ya que en los espacios más profesionales, como el  teatro, se han omitido luces y audio que aumentan la experiencia audiovisual para el espectador. Sin embargo las obras callejeras si implican efectos más prácticos.

## Historia de las artes escénicas
Las Artes Escénicas cuentan con importantes antecedentes históricos, que van desde los rituales chamánicos de celebración de la primavera, hasta la Tragedia Griega y los Juegos Panhelénicos de la Grecia Antigua, o los Juegos Florales del posterior Imperio Romano y el Teatro Sacro Cristiano.
Este tipo de representaciones siempre han sido centrales en la vida cultural de las naciones, ya que poseen, en especial el teatro, una dimensión política importante.
Se asume, a partir de imágenes rupestres y otras evidencias, que la música habría aparecido primero, posteriormente la danza y finalmente el teatro como una forma compleja de esta última. Sus vertientes más recientes son las cercanas al cine, cuya técnica de cinematografía no sería inventada hasta el siglo XIX.

## Origen y función religiosa
El teatro sacro es tan antiguo como el propio teatro, pues puede considerarse su causa de aparición. Junto con los olímpicos y los demás Juegos Panhelénicos (píticos, ístmicos y nemeos) el teatro griego nació como una más de las competiciones sagradas musicales y poéticas (como en Roma serían los juegos florales). El considerado fundador del teatro, Tespis, lo fue por ser el primer ganador de uno de estos certámenes: las Dionisias de Atenas (536 a. C.). El teatro adquirió enseguida, especialmente en las tragedias, una evidente función ritual y espiritual. Destacaba su función purificadora (la catarsis) además de la transmisión de altos valores morales; y de informar a los espectadores de cuál era su papel como hombres y ciudadanos dentro de la polis y del cosmos junto a los demás hombres y los dioses, y le invitaba a identificarse con los héroes conducidos por su destino a una misión trascendente.
Las civilizaciones asiáticas desarrollaron artes escénicas también con profundos sentidos religiosos y sociales, entre los que la reproducción y vivencia de los mitos alcanzaba la mayor importancia (teatro chino, teatro japonés, cultura de Indonesia, teatro de Bali -ketchak, representación colectiva del Ramayana de altísima fuerza expresiva-)
El teatro sacrocristiano, precedente inmediato del teatro clásico europeo del Renacimiento y el Barroco, surgió en la Edad Media (drama litúrgico, auto sacramental, misterio (teatro), moralidad (teatro); y junto con la música sacra tuvo en las iglesias y catedrales el contexto escénico para el que fue concebido.